# 刘娘子 (唐朝)
刘氏（570年—643年），名不详，字娘子，唐朝雍州咸阳人，唐朝第二代皇帝唐太宗李世民的乳母。

## 生平
刘娘子本来就是隋朝唐国公李渊的家婢。李世民刚刚出生，刘娘子慈乳之宜，实资宽惠。武德六年（623年），唐高祖李渊封她为陇西夫人。北魏皇族子贵母死，尊崇保母和乳母，唐朝延续尊崇保母和乳母的遗风。贞观十七年（643年）太宗改封刘娘子为彭城国夫人。十二月初四，彭城国夫人在家中去世，终年七十四岁，贞观十八年（644年）二月初五，唐太宗令刘娘子陪葬昭陵。

## 备注
1. 1 2  唐朝政府册封的国夫人通常为某国夫人，郡夫人则为某某郡夫人。国名多来源于先秦时诸侯国国名。郡名来源地方行政区——郡。彭城，常见为彭城郡。